# Thái Dương (xã)
Thái Dương là một xã thuộc huyện Bình Giang, tỉnh Hải Dương, Việt Nam. 

## Địa lý
Thái Dương nằm ở phía Tây nam huyện Bình Giang,
+ Phía bắc giáp xã Thúc Kháng,
+ Phía đông giáp xã Thái Hòa,
+ Phía nam giáp xã Ngô Quyền huyện Thanh Miện,
+ Phía tây giáp Hoàng Hoa Thám và xã Bãi Sậy huyện Ân Thi Hưng Yên.
Thái Dương gồm trước năm 2018 có 6 thôn; hai ấp. Đến nay sáp nhập còn 6 thôn gồm ( Hoàng Sơn tức Hà Chợ; Hà Đông; Hà Tiên sáp nhập Ấp Hà Tiên cũ là một; Thái Khương tức Làng Cương ; Kinh Trang tức Làng Hai; Kinh Dương sáp nhập Ấp Kinh Dương là một tức Làng Dọn).
Chiều dài từ Bắc xuống Nam khoảng 6 km, chiều rộng của xã từ đông sang tây khoảng 3 km, cách trung tâm huyện 09 km.
Xã có tỉnh lộ 394 (tỉnh lộ 194 cũ) chạy vào xã 2 km; có đường ô tô Cao tốc Hà Nội-Hải Phòng chạy qua với chiều dài hơn 1 km. Song song là tuyến Đường gom dân sinh có cầu sắt lối qua sông Cửu an tạo điều kiện thuận lợi cho xã tiếp nhận thông tin kinh tế thị trường, chuyển giao tiến bộ khoa học – kỹ thuật, cải thiện môi trường đầu tư để phát triển toàn diện kinh tế - xã hội của xã.

## II. Địa hình địa mạo.
Địa hình của Thái Dương khá bằng phẳng, thấp dần từ Đông Nam xuống Tây Bắc. Độ cao trưng bình so với mực nước biển từ 1,6 đến 2,2 m. Tuy nhiên ở một số thôn ven sông có những khu vực thấp trũng gây úng cục bộ vào mùa mưa bão, ảnh hưởng đến sản xuất nông nghiệp và sinh hoạt của nhân dân.

## III. Khí hậu
Khí hậu của Thái Dương mang đầy đủ tính chất của khí hậu nhiệt đới gió mùa. Trong năm có bốn mùa rõ rệt.
Nhiệt độ trung bình năm 23,40C; tháng nóng nhất vào tháng 7, nhiệt độ trung bình 31,20C, nhiệt độ cao nhất có lúc tới 38,50c; tháng lạnh nhất là tháng 12 và đầu tháng 01, nhiệt độ trung bình 13,50C lạnh nhất 90C.

## IV. Dân số.
Theo số liệu thống kê xã có 1.980 hộ; 6.468 nhân khẩu; nam là 3.248; nữ là 3.220;
+ Độ tuổi từ 01 đến 17 tuổi là 1.610 nhân khẩu; Nam 880; Nữ 730;
+ Độ tuổi từ 18 - 39 tuổi 2.096 nhân khẩu; Nam 1.085; Nữ 1.011;
+ Từ 40 - 59 tuổi 1.643 nhân khẩu; Nam 803; Nữ 840;
+ Từ 60 - 100 tuổi 1.119 nhân khẩu; Nam 480; Nữ 639.
Trong đó:
+ Hoàng Sơn 398 hộ; 1.267 nhân khẩu; Nam 628; Nữ 639;
+ Hà Đông 251 hộ; 825 nhân khẩu; Nam 417; Nữ 408;
+ Hà Tiên 384 hộ; 1.275 nhân khẩu; Nam 653; Nữ 622;
+ Thái Khương 237 hộ hộ; 763 nhân khẩu;Nam 388; Nữ 375;
+ Kinh Trang 365 hộ; 1.215 nhân khẩu; Nam 598; Nữ 375;
+ Kinh Dương 345 hộ; 1.123 nhân khẩu; Nam 564;Nữ 559.
Số thường xuyên vắng là 114 hộ; với 335 nhân khẩu ; trong đó nam là 169; nữ 166.
Xã có 6/6 làng đều đạt danh hiệu làng văn hoá, có 3 làng sức khoẻ. Đảng bộ có 11 chi bộ với 284 đảng viên.
Dưới sự lãnh đạo của Đảng, những năm qua xã Thái Dương đang từng ngày phát triển vượt bậc, nhân dân ấm no hạnh phúc, đồng thuận cùng với Đảng, chính quyền xây dựng quê hương ngày một khang trang giàu đẹp văn minh. Về Thái Dương hôm nay, ai ai cũng phải hết sức ngỡ ngàng trước sự đổi thay từng ngày của xã.
Phát huy những kết quả đã đạt được năm 2020 tổng giá trị kinh tế trên địa bàn xã đạt 310 tỷ 903 triệu đồng ;Thu nhập đầu người đạt 47 triệu 904 nghìn đồng.
Trong đó giá trị sản xuất nông nghiệp là 90 tỷ 782 triệu đồng; Tiểu thủ công nghiệp112 tỷ 894 triệu đồng ;Thương mại dịch vụ 107 tỷ 327 triệu đồng. Cơ cấu kinh tế các ngành nghề là ( 38,2 % - 37,5 % và 24,3 % ). Tổng diện tích gieo trồng 2 vụ là 397 ha. Sản lượng thóc đạt trên 12 tấn/ha.
Công tác y tế, giáo dục ngày càng phát triển, xã đạt chuẩn quốc gia về y tế; Ba nhà trường đều đạt chuẩn quốc gia. Tình hình an ninh chính trị, trật tự an toàn xã hội được giữ vững, nhân dân tuyệt đối tin tưởng vào đường lối đổi mới của Đảng và nhà nước.